# Ranma ½: Hard Battle
Ranma ½: Hard Battle (らんま1/2 爆烈乱闘篇 Ranma ½: Bakuretsu Rantōhen?), i Europa känt som Ranma ½ , är ett is a 2-D fighting släppt av Masaya och DTMC till SNES. Spelet är baserat på anime- och manga serien Ranma ½. Spelet var det andra i Ranma ½-serien att översättas till engelska, men denna gång behöll man den ursprungliga grafiken, musiken och figurernas namn.

### Fotnoter
1. ↑  ”Ranma ½: Hard Battle” (på svenska). Super Power (Solna) (8 1994). augusti-september 1994. Läst 25 april 2014.
2. ↑  Anime Video Games Arkiverad 11 maj 2014 hämtat från the Wayback Machine.. "Ranma 1/2 Hard Battle, Super Famicom Arkiverad 20 juni 2013 hämtat från the Wayback Machine.". hämtdatu,_25 april 2014.